# 可憐落魄人
〈可憐落魄人〉或〈可憐的落魄人〉是台灣原住民創作的民謠，自1970年末開始傳唱於台東各部落。1981年卑南族歌手陳明仁（北原山貓成員）將其起用為首專標題曲，並帶到駐唱的台北西餐廳演唱，遂風靡全台。它的歌詞戲謔，帶有原民幽默。出版業者為了避免被查禁，繞過新聞局廣電處的審查逕行出版。

## 起源
20世紀中葉，國民政府開始經略龐大的山林資源，亟需人力對土地進行盤點、開墾和育林。此時，為了賺取金錢，努力改善家庭生活，許多原住民受雇進到所謂的林班，成為林班工，年紀從青少年到壯年都有。林班地面積遼闊，離人類定居地遙遠而且資訊封閉，工人們下工後便聚在一起，圍著火哼吟，一搭一唱，宣洩工作的苦和對親人的思念，林班歌於焉誕生。
雖然這首歌的詞曲作者普遍被記載為卑南族人高子洋（本名高飛龍），但考量到林班歌的集體創作的性質，〈可憐落魄人〉的真正原創者可能不是高子洋。高子洋也曾表示，許多歌曲他雖掛名詞曲，其實是集體創作的林班歌或傳唱歌謠，他只是紀錄和整理者而已。根據陳明仁的回憶，這首歌的「你可以玩弄我，你可以戲弄我」一句最早出自其家鄉知本部落一群放牛的少年朋友之口，而他們哼唱的許多歌曲都是從林班學來:272。所以，可推知〈可憐落魄人〉是由多個林班工集體創作的，高子洋只是創作者其一而已。

## 流行全台
在經歷將近三年的冤獄生涯後，高子洋於1979年寫下這首歌在台東傳唱開，但沒有定歌名，人們多以其中的歌詞「你可以玩弄我」稱呼之。:290在那期間，泰安卑南族歌手鄭曉玉灌錄的版本就已在台東火起來。
1980年，陳明仁一次回台東卡大地布部落參加豐年祭晚會時，聽到外甥唱這首曲子，覺得好聽，便帶到其駐唱的臺北西餐廳演唱，得到現場觀眾的熱烈回應，後來每場都有人點。年底，星華唱片為陳明仁錄製首張個人專輯時，他便向老闆提議將此歌一併錄進去。老闆就將這首歌取名為「可憐落魄人」。該張專輯於1981年初發行，叫作《可憐落魄人·岸壁の母》，以卡式和匣式錄音帶形式發行。這首歌是專輯中少數的華語歌，採用當時流行的那卡西風格。:290
隨著專輯發行，〈可憐落魄人〉成為臺灣1981年和1982年間的熱門歌曲。據報載唱片與錄音帶總共賣出70萬張（卷），且各地的夜市、秀場、唱片行、歌廳、西餐廳均會播放。唱片公司因應歌曲走紅，把它收錄進合輯，許多歌手和音樂人也紛紛推出翻唱版本，其中知名度較高的包括沈文程（1983年）、高勝美（1987年）。

## 查禁與後續
1973年，行政院新聞局規定唱片歌曲須事前送到該局廣電處審查，通過後方能出版和在電視與廣播電台播放。〈可憐落魄人〉並未送審而由業者自行出版，在走紅後始被新聞局廣電處以「違反善良風俗」、「猥褻粗俗、兩性關係隨便」等理由所禁，只能在地下流傳。
陳明仁因為〈可憐落魄人〉一曲得到「落魄歌王」的名號，並在各唱片公司出專輯。1996年，陳明仁與泰雅族歌手吳廷宏組成北原山貓，亦再次演繹此曲並拍攝音樂錄影帶（MV）。高子洋日後繼續創作音樂，其中很多和〈可憐落魄人〉一樣，由高氏作曲，陳明仁錄製唱片。不過由於歌裡常常有關都市原住民的流浪思鄉的故事，因而難脫禁播的命運。另外，由於盜版氾濫，導致他都收不到作品版稅。陳明仁更不給他作為〈可憐落魄人〉詞曲作家的應得的版稅。然而面對這種情況，他也無力興訟，只能靠DIY音樂謀生。:273
就算解嚴、社會風氣改變，像〈可憐落魄人〉這樣的歌因為與主流華語歌有很大不同，仍難撕除其「歪歌」標籤。1984年6月，陳明仁參加為海山煤礦事件募款的「為山地而歌」音樂會時，演唱了〈可憐落魄人〉。據說他在後台本來不怎麼想唱，是民歌手胡德夫叫他把歌詞中替換「你」當作政府或社會，「我」代表原住民。轉天陳明仁被問到為什麼要唱這麼「流氣」的歌時，引用了當時胡德夫告訴他的話。馬世芳稱：「一首乍看無厘頭的歪歌，竟然當場變成了悲傷的抗議歌曲」。然而，陳明仁2023年回憶歌曲的查禁史時說道：「我覺得如果你生活在很正常的生活裡面，它不是歪歌」，指如果是在生活中，自己的愛人移情別戀，不免會產生歌詞裡的情況，表示就算如此以後「見面還是要說哈囉」。
2019年5月27日，新北市長侯友宜接受上任第一次總質詢，無黨團結聯盟議員馬見（Lahuy·Ipin）穿著原住民族服飾及紋對侯友宜演唱了〈可憐落魄人〉。他引用陳明仁的「你和我」的比擬，以此展現原住民族人在整個歷史脈絡中受到的傷痕、呼籲侯友宜重視選前對原住民的承諾。

## 評價
社會學者李明璁認為，〈可憐落魄人〉表面上道盡一個任人隨意玩弄的人的心聲，也有一種「來吧，輕賤我吧」的墮落，但這樣自甘於不平等的觀念，其實正凸顯、諷刺原住民長期被主流社會欺壓的現況。李明璁以「將計就計（making do）」的概念，解釋這樣的自我貶低實為弱勢族群嘗試翻轉權力的手段。他表示，〈可憐落魄人〉看似被動、卑微，但歌詞中的主角好像在說，「就算你這麼瞧不起我，但我要告訴你，我有一種比你更強的韌性」，所以經歷了種種對待，最終都可以站在高位，綜觀全局。

## 翻唱版本
以下列出歌曲各版本，部分資訊引自臺灣流行音樂資料庫。
| 歌名         | 演唱者               | 語言 | 收錄專輯                      | 發行型式 | 發行時間       | 發行公司                 |
| ------------ | -------------------- | ---- | ----------------------------- | -------- | -------------- | ------------------------ |
| 可憐的落魄人 | 易虹                 | 國語 | 餐廳情調歌曲(11) 可憐的落魄人 | 錄音帶   | 1981年12月     | 聲麗音響有限公司         |
| 可憐的落魄人 | 高勝美               | 國語 | 山地情歌                      | 黑膠     | 1987年         | 上格唱片音樂帶有限公司   |
| 可憐的落魄人 | 陳明仁               | 臺語 | 流行輕音樂 演奏曲2            | 黑膠     | 1983年         | 光美唱片企業有限公司     |
| 可憐的落魄人 | 祝瑞蓮、方正、許不了 | 國語 | 傻人有傻福                    | N/A      | 1982年1月      | 英倫唱片有限公司         |
| 可憐的落魄人 | 北原山貓             | 國語 | 有空來玩                      | CD       | 1997年1月1日   | 鴻谷唱片實業股份有限公司 |
| 可憐的落魄人 | 北原山貓             | N/A  | 北原山貓精選輯                | 錄音帶   | 1997年         | 鴻谷唱片實業股份有限公司 |
| 可憐的落魄人 | 北原山貓             | 日語 | 快樂唱歌1                     | CD       | 2000年5月1日   | 勇士股份有限公司         |
| 可憐的落魄人 | 卓依婷               | 國語 | 山地情歌2·天地情              | N/A      | 2003年         | 咏声                     |
| 可憐落魄人   | 陳明仁               | 國語 | 群星會專輯(一)                | 黑膠     | 1982年5月      | 群星會專輯(一)           |
| 可憐落魄人   | 方怡萍               | 國語 | 山地情歌1                     | CD       | N/A            | 豪記影視唱片有限公司     |
| 可憐落魄人   | 黃瑞豐               | N/A  | 有人這麼說                    | 黑膠     | N/A            | 鄉城                     |
| 可憐落魄人   | 龍飄飄               | N/A  | 不要離開我                    | 黑膠     | 1982年5月      | 鄉城唱片有限公司         |
| 可憐落魄人   | 林玉英               | N/A  | 山地情歌第十五集              | CD       | 2002年9月      | D91金豬                  |
| 可憐落魄人   | 沈文程               | 國語 | 心事誰能知                    | N/A      | 1983年12月1日  | 愛莉亞唱片               |
| 涼山癡情花   | 金素梅               | 國語 | 山上的野姜花                  | N/A      | 1981年11月30日 | N/A                      |

## 註解
1. ↑  高子洋來自臺東知本部落，他曾於15歲逃學到臺北當油漆工，因思念家人寫下人生第一首創作曲〈涼山情歌〉，隔年因家庭變故退學到雙流林班工作。1973年，正服兵役的高子洋與親友聯合成立一個愛心互助會，並寫下〈我們都是一家人〉與〈那魯灣青年〉、〈團結在一起〉三首歌，然而發表後不久就被懷疑有結社目的而被處以嚴格管訓，退伍後又遭誣陷為「地方首惡分子」而判處2年10個月徒刑。

## 資料來源
1. 1 2 3 4 5  馬世芳. . 財訊. 2021-04-25  [2023-07-02]. （原始内容存档于2023-07-23） （中文（臺灣））.
2. ↑  徐睿楷. . 欣傳媒. 2017-10-11  [2023-07-19]. （原始内容存档于2023-07-23）.
3. ↑  林韋丞. . 聯合新聞網. 2021-07-13  [2023-07-02]. （原始内容存档于2023-06-30） （中文（臺灣））.
4. ↑  邱國榮. . 台灣教會公報. 2017-04-04  [2023-07-19]. （原始内容存档于2023-06-28）.
5. ↑  江冠明. . 台灣新聞報西子灣副刊. 2002-01-21.
6. 1 2 3 4  江冠明. . 臺東縣政府文化局. 1999: 49–50. ISBN 9789570253856.
7. ↑  郭麗娟. . 台灣光華雜誌. 2006-07  [2023-07-02] （中文（臺灣））.
8. 1 2 3 4  徐睿楷. . 獨立評論. 2023-07-01  [2023-07-18]. （原始内容存档于2023-07-01）.
9. 1 2  . 原視. 原住民族文化事業基金會. 2023-07-13  [2023-07-20].
10. 1 2  曹郁美. . 獨立評論. 2016-09-21  [2023-07-18]. （原始内容存档于2017-08-27）.
11. ↑  徐睿楷. . Mixcloud. 2019-10-23  [2023-07-18]. （原始内容存档于2023-06-27）.
12. ↑  邱祖胤. . 中央社. 2023-04-10  [2023-07-18]. （原始内容存档于2023-07-23）.
13. 1 2 3  . 中央社 CNA.   [2023-07-19]. （原始内容存档于2023-06-17）.
14. 1 2  . Blow 吹音樂. 2022-11-30  [2023-07-19]. （原始内容存档于2023-06-17） （中文（臺灣））.
15. ↑  葉為襄. . 三立新聞網. 2019-05-27  [2023-07-20]. （原始内容存档于2023-07-20）.